# Ptychadena cooperi
Ptychadena cooperi är en groddjursart som först beskrevs av Parker 1930.  Ptychadena cooperi ingår i släktet Ptychadena och familjen Ptychadenidae. IUCN kategoriserar arten globalt som livskraftig. Inga underarter finns listade i Catalogue of Life.